# Greater Kokstad Local Municipality
Greater Kokstad  (englisch Greater Kokstad Local Municipality) ist eine Lokalgemeinde im Distrikt Harry Gwala der südafrikanischen Provinz KwaZulu-Natal. Der Sitz der Gemeindeverwaltung befindet sich in Kokstad. Bürgermeister ist Bheki Michael Mtolo.
Die Gemeinde und Stadt sind nach dem Griqua-Führer Adam Kok III benannt, der hier 1863 ansässig war.

## Städte und Orte
- Franklin
- Kokstad
- Pakkies

## Bevölkerung
Im Jahr 2011 hatte die Gemeinde auf einer Gesamtfläche von 2680 Quadratkilometern 65.981 Einwohner. Davon waren 87,1 % schwarz, 8,2 % Coloureds, 3,3 % weiß und 1,1 % Inder bzw. Asiaten. Erstsprache war zu 69,5 % IsiXhosa, zu 8,6 % Englisch, zu 7,4 % isiZulu, zu 6,8 % Afrikaans und zu 4,2 % Sesotho. Die Gemeinde hatte damit ein vom Rest der Provinz, in der die Zulu-Sprache dominiert, stark abweichendes Muster.

## Parks und Naturschutzgebiete
- Mount Currie Nature Reserve